# وایلر (ماین-کبلنتس)
وایلر (به آلمانی: Weiler) یک شهر در آلمان است که در ماین-کبلنتس واقع شده‌است. وایلر ۵۱۹ نفر جمعیت دارد.